# Suzie Fraser
Suzannah "Suzie" Fraser, född 27 augusti 1983 i Brisbane, är en australisk vattenpolospelare. Hon deltog i den olympiska vattenpoloturneringen i Peking där Australien tog brons. Fraser gjorde två mål i turneringen.
Fraser tog VM-silver i samband med världsmästerskapen i simsport 2007 i Melbourne.